# جو كريستوفر
جو كريستوفر (بالإنجليزية: Joe Christopher) هو لاعب كرة قاعدة أمريكي، ولد في 13 ديسمبر 1935 في فريدريكستيد في الولايات المتحدة.

## وصلات خارجية
- جو كريستوفر على موقعبيزبول رفرنس.كوم (الدوري الرئيسي) (الإنجليزية)
- جو كريستوفر على موقعبيزبول رفرنس.كوم (الدوري الثانوي) (الإنجليزية)
- جو كريستوفر على موقع مشجعي الرسوم البيانية (الإنجليزية)